# Rode paardenkastanje
Rode paardenkastanje (Aesculus ×carnea) is een nothospecies uit het geslacht paardenkastanje (Aesculus). Het betreft een hybride tussen witte paardenkastanje (Aesculus hippocastanum) en rode pavia (Aesculus pavia) uit Noord-Amerika. Vanwege de sierwaarde wordt de boom veel aangeplant in Europa in parken en tuinen. De maximale hoogte is ongeveer 20 m. Rode paardenkastanje bloeit later dan witte paardenkastanje, omstreeks half mei.

## Beschrijving
Rode paardenkastanje lijkt sterk op witte paardenkastanje, maar er zijn enkele verschillen.
- Rode paardenkastanje groeit langzamer en wordt minder hoog (15–20 m).
- De vruchten van rode paardenkastanje zijn niet of slechts licht stekelig. Elke bolster bevat twee tot drie dofbruine, kleine kastanjes.
- De knoppen van rode paardenkastanje zijn niet kleverig.
- Het breedste punt van het blad van rode paardenkastanje ligt op de helft van de bladlengte. Bij witte paardenkastanje is dit op twee derde.
- Rode paardenkastanje wordt niet aangetast door de paardenkastanjemineermot.
- Rode paardenkastanje heeft geen herfstkleuren.

De een- of tweeslachtige bloemen zijn roze tot rood en vormen rechtopstaande trossen van 10–20 cm lang en zitten aan de buitenkant van de boom.

## Cultivars
De cultivars worden vegetatief vermeerderd door enten of oculeren op de onderstam van witte paardenkastanje. De volgende cultivars zijn verkrijgbaar:
- 'Briotii': een tot 12 m hoge boom en ontstaan in 1858. De bloemen zijn donkerrood, later roze.
- 'Plantierensis': een tot 20 m hoge boom en ontstaan in 1849. De bloemen zijn rood gevlekt, later roze.

## Fotogalerij

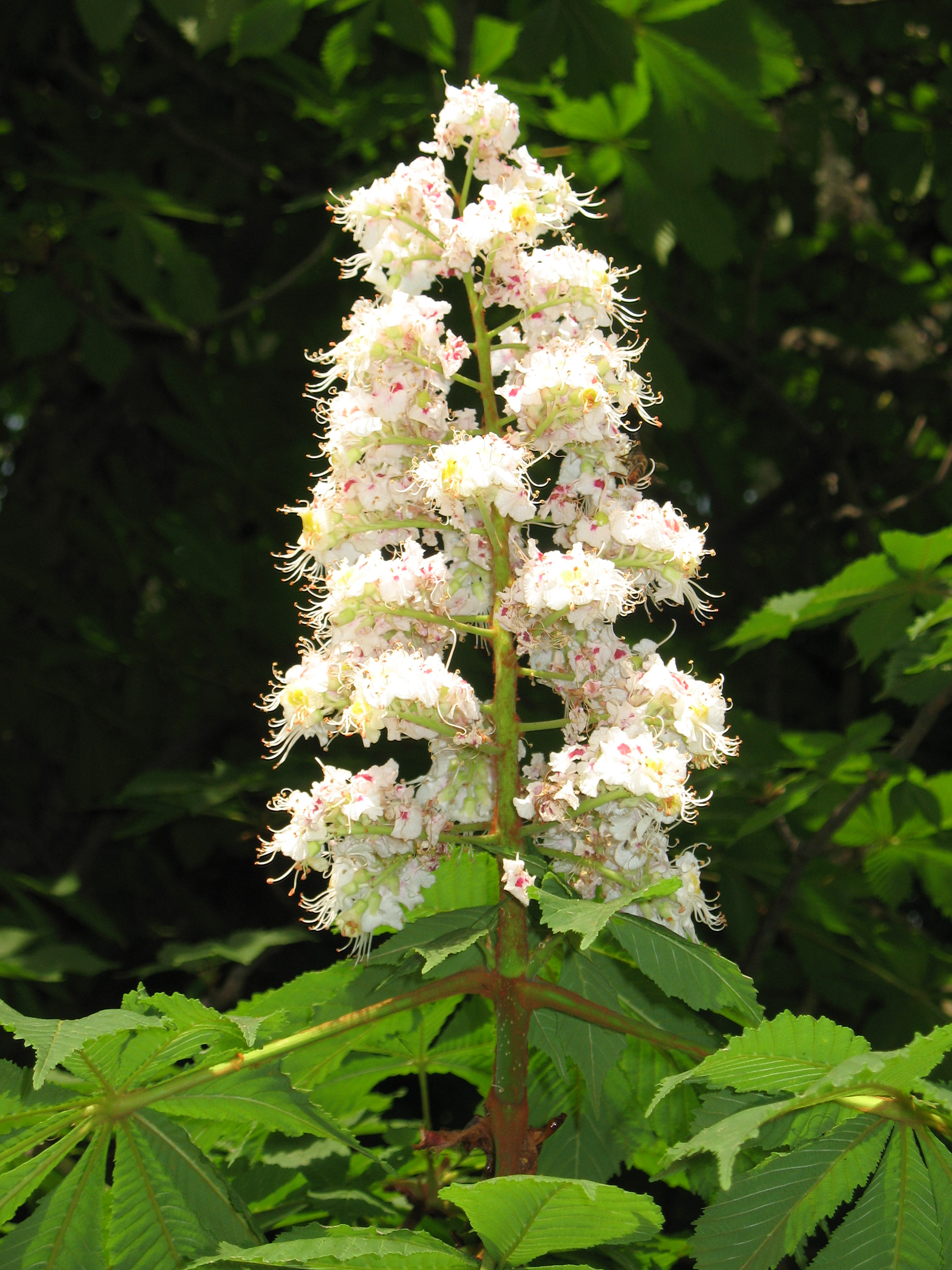
Bloeiwijze van witte paardenkastanje
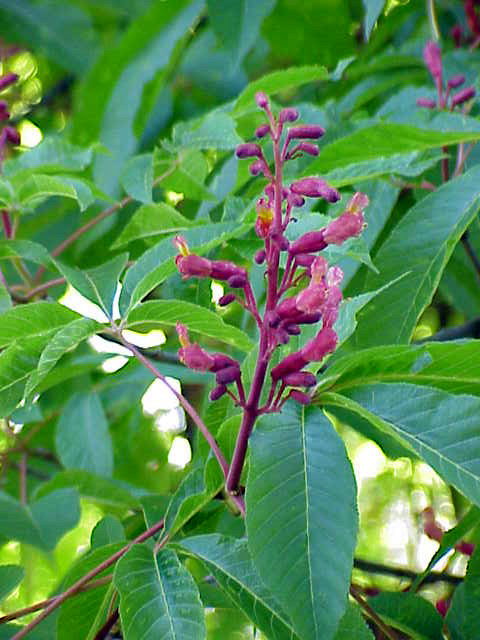
Rode pavia
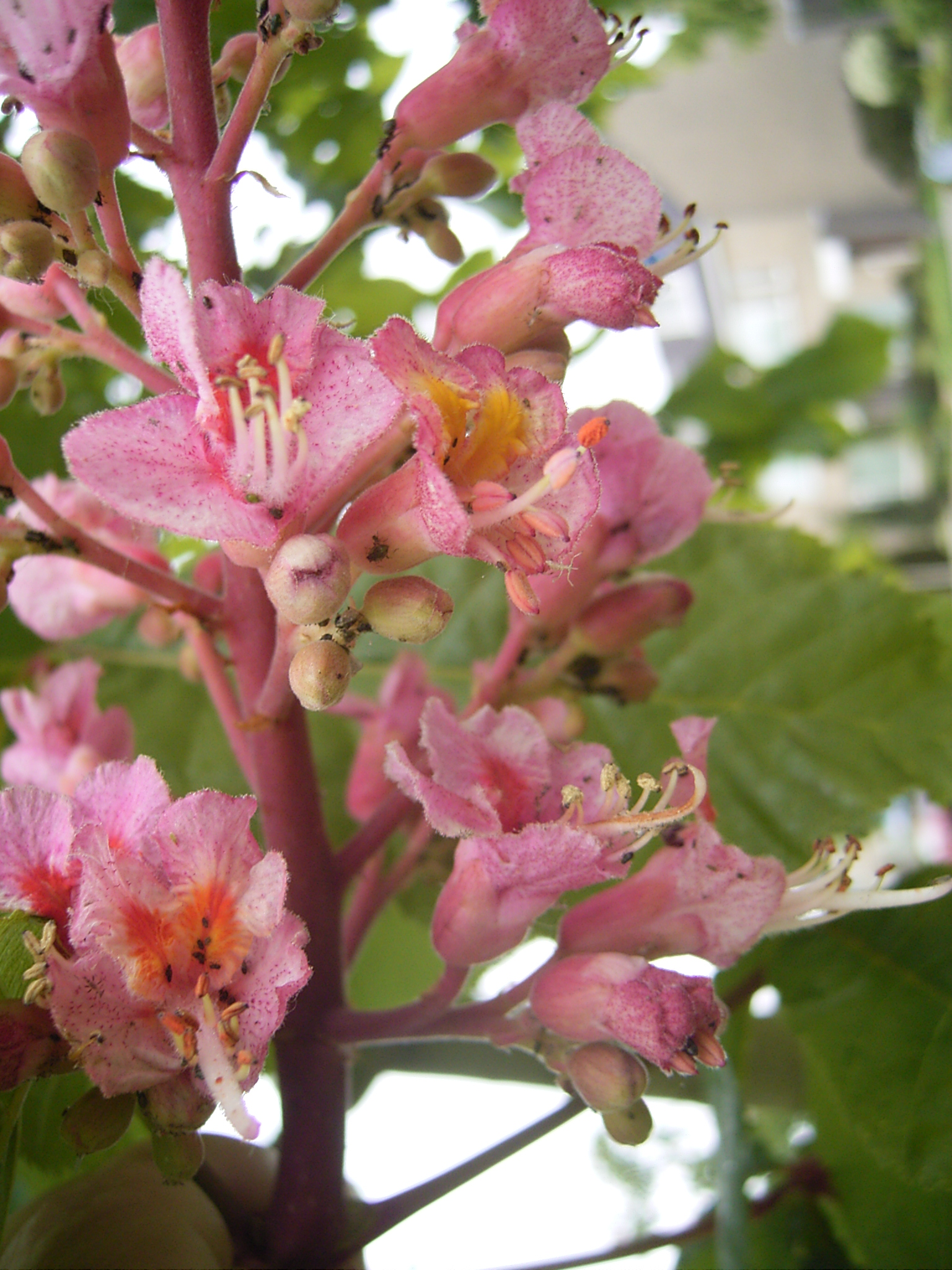
Rode paardenkastanje
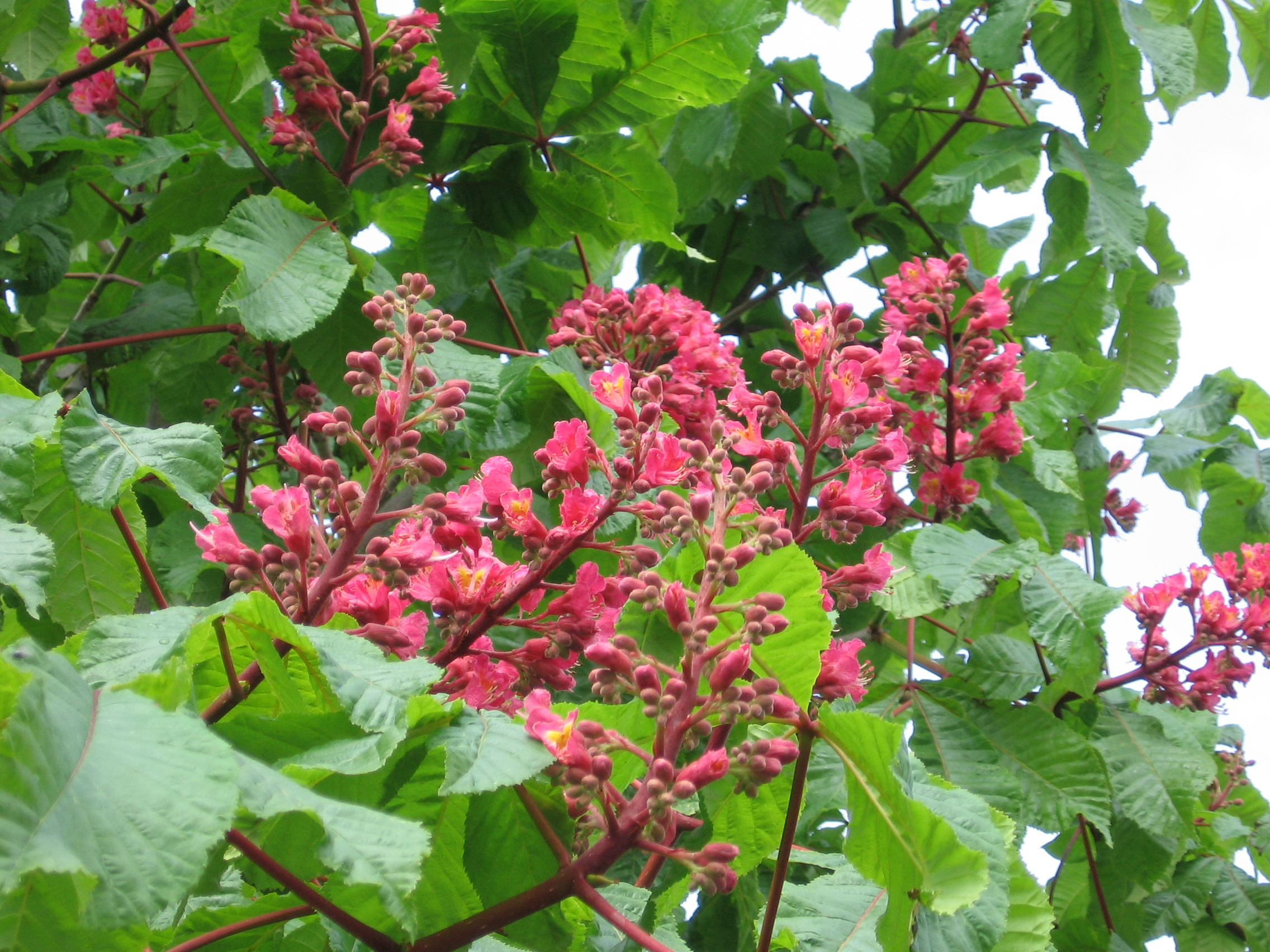
Rode paardenkastanje 'Briotii'